# Puchar Narodów Afryki 2012 (kwalifikacje)/Grupa F
W grupie F eliminacji Pucharu Narodów Afryki 2012 grają:
- Burkina Faso
- Gambia
- Namibia
- Mauretania

## Tabela[1]
| Msc. | Zespół       | M | W | R | P | Br+ | Br− | Pkt |
| ---- | ------------ | - | - | - | - | --- | --- | --- |
| 1    | Burkina Faso | 4 | 3 | 1 | 0 | 12  | 3   | 10  |
| 2    | Gambia       | 4 | 1 | 1 | 2 | 5   | 6   | 4   |
| 3    | Namibia      | 4 | 1 | 0 | 3 | 3   | 11  | 3   |

 Mauretania wycofała się z rywalizacji jeszcze przed startem rozgrywek.

## Wyniki
| 4 września 2010 | Gambia · Nyassi 10' · Ceesay 13' · Jallow 34' | 3: 1(3: 0) | Namibia · Risser 90' | Independence Stadium, Bakau · Sędzia: Mohamed Ragab Omar, Libia |
|                 |                                               |            |                      |                                                                 |

| 9 października 2010 | Burkina Faso · Dagano 17' · Balima 58' · Kaboré 68' | 3: 1(1: 0) | Gambia · Ceesay 75' | Stadion 4 Sierpnia, Wagadugu · Sędzia: Samir Osman, Egipt |
|                     |                                                     |            |                     |                                                           |

| 26 marca 2011 | Burkina Faso · A. Traoré 25', 45', 80' · Gariseb 73' (sam.) | 4: 0(2: 0) | Namibia | Stadion 4 Sierpnia, Wagadugu · Sędzia: Adam Cordier, Czad |
|               |                                                             |            |         |                                                           |

| 4 czerwca 2011 | Namibia · Shipahu 85' | 1: 4(0: 1) | Burkina Faso · A. R. Traoré 12' · Bancé 57' (k.) · A. Traoré 80' (k.) · Pitroipa 90' | Independence Stadium, Windhuk |
|                |                       |            |                                                                                      |                               |

| 3 września 2011 | Namibia · Shipahu 83' | 1: 0(0: 0) | Gambia |  |
|                 |                       |            |        |  |

| 8 października 2011 | Gambia · Danso 59' | 1: 1(0: 0) | Burkina Faso · Bancé 90' |  |
|                     |                    |            |                          |  |